# هانس‌هایریش درانسمان
هانس‌هایریش درانسمان (آلمانی: Hansheinrich Dransmann؛ ۱۲ آوریل ۱۸۹۴ – ۱۹۶۴) آهنگساز اهل آلمان بود.
درانسمان نزد فرانتس شرکر و در آکادمی هنرهای برلین تحصیل کرد. او از پیشگامان موسیقی فیلم بود و با جریان‌های پیشرویی مانند والتر روتمان همکاری داشت. وی در سال ۱۹۳۱ به اس‌آ (SA) پیوست و در سال ۱۹۳۲ عضو حزب نازی (حزب ناسیونال سوسیالیست کارگران آلمان) شد و پس از به قدرت رسیدن هیتلر، به یکی از آهنگ‌سازان برجسته آثار تبلیغاتی گسترده برای رایش سوم تبدیل شد. پس از سال ۱۹۴۵، آثار او به فراموشی سپرده شد و اجرای عمومی دیگری از موسیقی‌هایش انجام نگرفت.
از فیلم‌ها یا برنامه‌های تلویزیونی که وی در آن نقش داشته است، می‌توان به واترلو اشاره کرد.